# Maria Lucília Estanco Louro
Maria Lucília Estanco Louro (Beja, 27 de enero de 1922 - Lisboa, 27 de diciembre de 2018) fue una profesora, activista política y pacifista portuguesa opositora al régimen autoritario Estado Nuevo.

## Biografía
Nació en Beja, Portugal. Era hija de Albertina Emília Freire y Manuel Francisco Estanco Louro. Se graduó en Ciencias Históricas - Filosóficas en la Facultad de Letras de la Universidad de Lisboa en 1944. Su tesis titulada "Paul Gauguin visto a la luz de la caracterología - Vida y Trabajo", generó controversias, al ser ella la primera persona en la Facultad en escribir sobre Arte, considerado entonces un pariente pobre de la Historia.

### La asociación de paz de las mujeres portuguesas
Entre 1940 y 1944 Louro fue miembro de la Associação Feminina Portuguesa para la Paz (AFPP) y su secretaria durante tres años. Con Cândida Ventura, una colega de la Facultad de Artes de Lisboa, colaboró en la movilización de personas artistas, escritoras y poetas para contribuir al trabajo de la AFPP. Formó parte de un grupo que organizó paquetes pequeños con cigarrillos y alimentos que se enviaban a prisioneros de guerra, en colaboración con el Socorro Vermelho Internacional (Socorro Rojo Internacional), una organización de ayuda establecida por la Internacional Comunista.

### Trayectoria académica
Obteniendo cualificaciones de enseñanza en 1948 Louro fue profesora en institutos de Faro, Beja, Évora, Oeiras y Lisboa. Realizó contribuciones importantes al movimiento del profesorado que intentaba reformar los desfasados métodos de enseñanza apoyados por el Estado Novo. Muchas de esas discusiones fueron, por necesidad, realizadas clandestinamente. Después del 25 de abril de 1974, la Revolución de los Claveles que derrocó el Estado Novo, Louro se unió a muchas otras profesoras y profesores para proponer revisiones al currículum de enseñanza. Con el objetivo de criaturas en su 6.º y 7º año de escuela, el material de enseñanza fue inicialmente apoyado por el Ministerio de Educación. Aun así, algunas de las ideas del profesorado fueron consideradas demasiado revolucionarias y no fueron publicadas.

### Vida tardía
A pesar de simpatizar con la causa comunista desde los años cuarenta, no se unió al Partido Comunista Portugués hasta los años setenta. También entonces llegó a ser un miembro del Consejo portugués para Paz y Cooperación (CPCC). En los años noventa ofreció al Neo-Museo de realismo en Vila Franca de Xira una colección pequeña (folletos, programas, etc.) en la organización del AFPP. En su 90.º cumpleaños, Louro recibió un homenaje por parte del movimiento portugués Não Apaguem a Memória (NAM), el cual trabaja por la memoria de los acontecimientos de la lucha contra el Estado Novo.